# 圣斐理伯宗徒堂 (胡志明市)

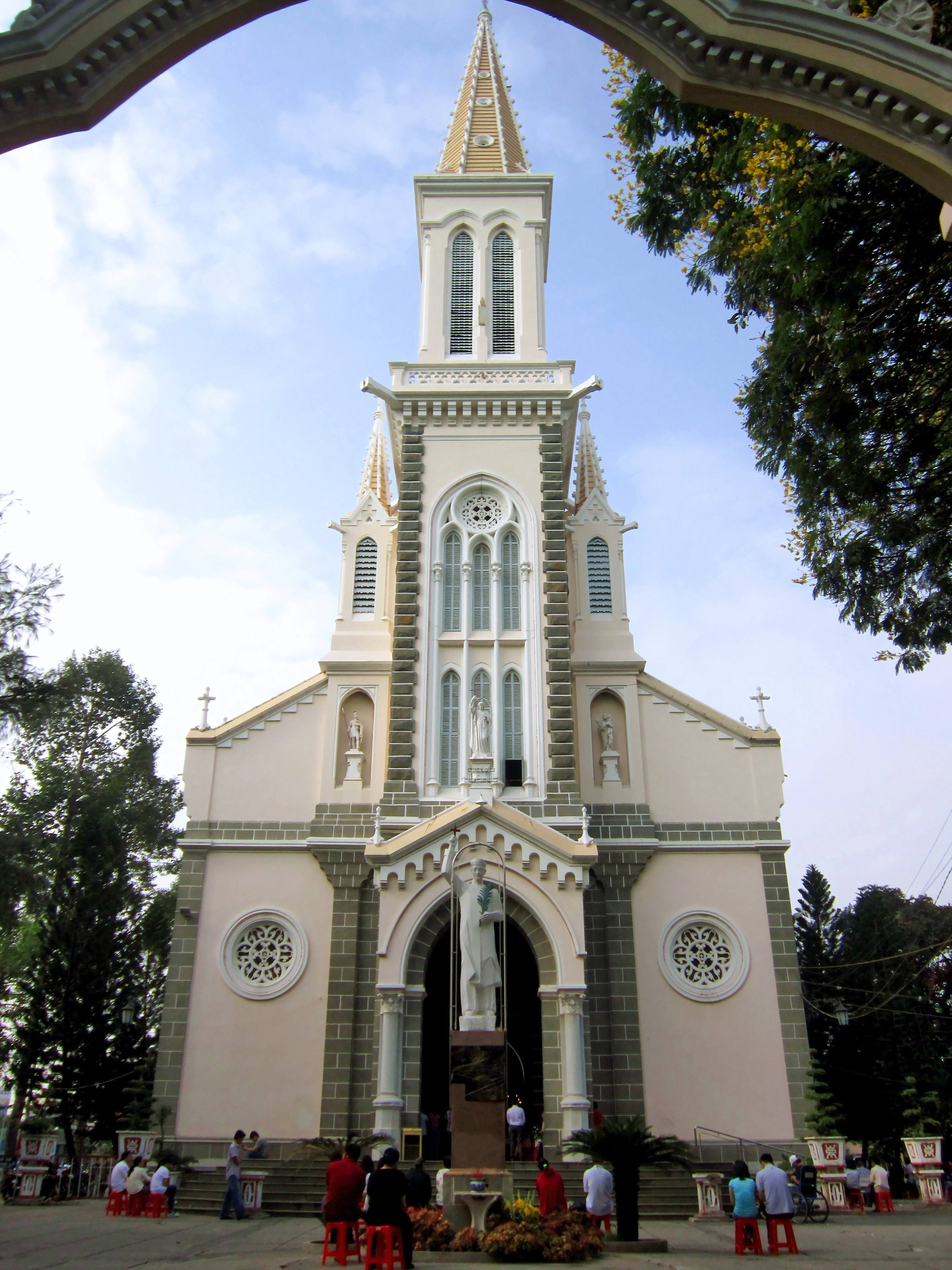
250

圣斐理伯宗徒堂（越南语：Nhà thờ Thánh Philipphê Tông đồ）又名縣士教堂（Nhà thờ Huyện Sỹ）是一座罗马天主教教堂，哥特式建筑，位于越南胡志明市第一郡范五老坊尊室松街（Tôn Thất Tùng）1号，建于1902年-1905年。该堂隶属于天主教胡志明市总教区。

## 历史
该教堂由富豪黎发达（别名「縣士」）夫妇捐赠，他捐赠了土地，又捐赠了1/7的财富来建造教堂，价格约为3万法屬印度支那元。教堂由才华横溢的Bouttier神父设计，于1902年开始建造。1905年建成。教堂位于路易修士街（đường Frère Louis，今阮廌街）和吉勒劳特修士街（đường Frère Guilleraut，今尊室松街）的拐角处。

## 庭院
该教堂拥有西贡最宽敞的庭院。教堂前有一尊越南殉道圣人瑪竇•黎文吟（Mátthêu Lê Văn Gẫm）的雕像。他在1847年5月11日，紹治帝统治期间，在此附近被绞死。他出生于前江省鹅贡东县，是一名商人，因从新加坡运送欧洲传教士而被捕，判处死刑。

### 引用
1. ↑  .   [2021-05-15]. （原始内容存档于2015-10-17）.

### 來源
- Địa điểm tham quan ở quận 1, Thành phố Hồ Chí Minh （页面存档备份，存于）